# Marcos Ambrose
Marcos Ambrose (ur. 1 września 1976) – australijski kierowca wyścigowy startujący w wyścigach NASCAR, w serii Sprint Cup Series. W latach 2003 i 2004 zdobył tytuł mistrzowski serii V8 Supercars.

## Kariera
Marcos dorastał w Launceston na Tasmanii. Jego ojciec, Ross Ambrose, również był kierowcą wyścigowym. W wieku dziesięciu lat Marcos rozpoczął starty w kartingu, a w 1995 roku zdobył mistrzostwo Australii w jednej z kartingowych klas. W 1996 rozpoczął starty w Formule Ford. Najpierw przez dwa lata ścigał się w tej kategorii w Australii (zdobywając tytuł wicemistrza w 1997), a następnie przez kolejne dwa lata w Wielkiej Brytanii (w 1999 zajął trzecie miejsce). Sezon 2000 rozpoczął ścigając się we francuskiej Formule 3, a następnie przeniósł się do brytyjskiej serii. Pod koniec sezonu na skutek braku funduszy na kontynuowanie kariery w Europie, powrócił do Australii.
Na sezon 2001 podpisał kontrakt na starty Fordem Falconem w serii V8 Supercars w zespole Stone Brothers Racing. Od początku radził sobie bardzo dobrze zdobywając w pierwszym roku startów tytuł najlepszego nowicjusza. W kolejnym sezonie zajął już 3. miejsce w klasyfikacji generalnej, a w latach 2003 i 2004 zdobył tytuły mistrzowskie. W sezonie 2005 przez długi czas prowadził w klasyfikacji, ale podczas wyścigu w Bathurst miał kontrowersyjny wypadek z Gregiem Murphym. Ten wypadek oraz słaby występ w kolejnej rundzie spowodowały, że stracił sporo punktów w klasyfikacji i zajął na koniec sezonu trzecie miejsce, podczas gdy jego kolega z zespołu, Russell Ingall, zdobył tytuł mistrzowski.
W 2006 roku, dzięki wsparciu Forda, przeniósł się do Stanów Zjednoczonych aby startować w NASCAR. Pierwszy sezon spędził w serii półciężarówek Craftsman Truck Series. W kolejnym roku wystartował w drugiej co do ważności serii NASCAR - Busch Series. Zajął tam 8. miejsce, najwyższe spośród kierowców nie ścigających się również w głównej serii NASCAR. W 2008 kontynuował regularne starty w Nationwide Series (nowa nazwa Busch Series) gdzie udało mu się odnieść pierwsze zwycięstwo. Zaliczył jednocześnie pierwsze starty w głównej serii - Sprint Cup, a od sezonu 2009 startował w niej regularnie aż do 2014. W tym czasie odniósł dwa zwycięstwa (oba na drogowym torze Watkins Glen), a najwyżej w klasyfikacji - na miejscu osiemnastym - był w 2012 roku.

## Starty w karierze
| Sezon | Seria                                   | Zespół                    | Starty | PP | Zwyc. | Punkty | Pozycja |
| ----- | --------------------------------------- | ------------------------- | ------ | -- | ----- | ------ | ------- |
| 1996  | Australian Formula Ford Championship    | Swift Racing Cars         |        |    | 1     | 116    | 4.      |
| 1997  | Australian Formula Ford Championship    | Marcos Ambrose            |        |    | 5     | 238    | 2.      |
| 1998  | British Formula Ford Championship       | Duckhams - Van Diemen     |        |    |       | 96     | 5.      |
| 1999  | British Formula Ford Championship       | ADR - Van Diemen          |        |    | 1     | 110    | 3.      |
| 2000  | Francuska Formuła 3                     | Mygale                    | 7      | 0  | 0     | 49     | 12.     |
| 2000  | Brytyjska Formuła 3                     | Alan Docking Racing       | 4      | 0  | 0     | 13     | 16.     |
| 2001  | V8 Supercar Championship Series         | Stone Brothers Racing     | 30     | 3  | 0     | 2086   | 8.      |
| 2002  | V8 Supercar Championship Series         | Stone Brothers Racing     | 29     | 5  | 3     | 1498   | 3.      |
| 2003  | V8 Supercar Championship Series         | Stone Brothers Racing     | 22     | 5  | 9     | 2085   | 1.      |
| 2004  | V8 Supercar Championship Series         | Stone Brothers Racing     | 26     | 3  | 11    | 2174   | 1.      |
| 2005  | V8 Supercar Championship Series         | Stone Brothers Racing     | 30     | 2  | 5     | 1856   | 3.      |
| 2006  | NASCAR Craftsman Truck Series           | Wood Brothers/JTG Racing  | 22     | 1  | 0     | 2228   | 21.     |
| 2007  | NASCAR Busch Series                     | Wood Brothers/JTG Racing  | 35     | 1  | 0     | 3477   | 8.      |
| 2008  | NASCAR Sprint Cup Series                | Wood Brothers             | 5      | 0  | 0     | 844    | 45.     |
| 2008  | NASCAR Sprint Cup Series                | JTG Daugherty Racing      | 6      | 0  | 0     | 844    | 45.     |
| 2008  | NASCAR Nationwide Series                | JTG Daugherty Racing      | 35     | 0  | 1     | 3991   | 10.     |
| 2009  | NASCAR Sprint Cup Series                | JTG Daugherty Racing      | 36     | 0  | 0     | 3830   | 18.     |
| 2009  | NASCAR Nationwide Series                | JTG Daugherty Racing      | 2      | 1  | 1     | 375    | 77.     |
| 2010  | NASCAR Sprint Cup Series                | JTG Daugherty Racing      | 36     | 0  | 0     | 3422   | 26.     |
| 2010  | NASCAR Nationwide Series                | JTG Daugherty Racing      | 2      | 2  | 1     | 264    | 89.     |
| 2011  | NASCAR Sprint Cup Series                | Richard Petty Motorsports | 36     | 0  | 1     | 936    | 19.     |
| 2012  | NASCAR Sprint Cup Series                | Richard Petty Motorsports | 36     | 2  | 1     | 950    | 18.     |
| 2013  | NASCAR Sprint Cup Series                | Richard Petty Motorsports | 36     | 1  | 0     | 872    | 22.     |
| 2014  | NASCAR Sprint Cup Series                | Richard Petty Motorsports | 36     | 0  | 0     | 870    | 23.     |
| 2015  | International V8 Supercars Championship | DJR Team Penske           | 7      | 0  | 0     | 395    | 43.     |